# Prostitution en Hongrie
La prostitution en Hongrie est légalisée et réglementée par le gouvernement depuis 1999. En vertu de la loi, les prostituées sont essentiellement des professionnels qui se livrent à des activités sexuelles en échange d'argent. Le gouvernement autorise cette activité tant qu'ils paient des impôts et conservent des documents juridiques.
En 2007, le secteur de la prostitution et de la pornographie en Hongrie a été estimé par l'administration fiscale hongroise APEH à générer 1 milliard de dollars par an.

## Situation actuelle
Selon la loi, les autorités locales ont le pouvoir de délimiter des zones de prostitution légale. La plupart des autorités ont refusé de désigner ces zones. Ces zones doivent être éloignées des écoles ou des églises. Le racolage n'est autorisé que dans ces zones de tolérance.
Les prostituées doivent être âgées d'au moins 18 ans, posséder un « permis d'entrepreneur » et payer des impôts.
Il est illégal de gérer des bordels ou de fournir un lieu de prostitution, de promouvoir la prostitution ou de vivre des revenus de la prostitution d'autres personnes.
Trois tests mensuels des IST et du VIH sont obligatoires et les certificats de santé peuvent être inspectés par la police.

## SZEXE
L'Association de défense des travailleurs du sexe (en hongrois : Szexmunkások Érdekvédelmi Egyesülete (SZEXE)), à l'origine l'Association hongroise de protection des intérêts des prostituées, a été fondée en 2000 par un groupe de travailleuses du sexe. Il sert d'organisation syndicale et de lobbying auprès des prostituées en Hongrie.
L'association fournit également des conseils, des contrôles de santé de routine, des conseils juridiques et sert de programme de sensibilisation vers lequel les prostituées sont encouragées à se tourner lorsqu'elles font face à des difficultés,. En 2002, l'adhésion a été étendue aux personnes prostituées homosexuelles et transgenres .
En raison de la réglementation qui oblige les personnes impliquées dans la prostitution à se soumettre à des contrôles de santé périodiques, le syndicat fournit ces services. La plupart de l'attention se concentre sur le diagnostic et le traitement des maladies sexuellement transmissibles (MST) telles que la chlamydia, l'hépatite B, le VIH, la syphilis et la gonorrhée.

## Trafic sexuel
La Hongrie est un pays d'origine, de transit et de destination pour les femmes victimes de la traite de Roumanie et d'Ukraine vers la Hongrie et à travers la Hongrie vers les Pays-Bas, le Royaume-Uni, le Danemark, l'Allemagne, l'Autriche, l'Italie, la Suisse, la France et les Émirats arabes unis à cette fin d'exploitation sexuelle commerciale.
La traite interne des femmes à des fins d'exploitation sexuelle existe également. Les experts ont noté une augmentation significative de la traite dans le pays, principalement des femmes de l'est de la Hongrie victimes de la traite vers Budapest et les régions le long de la frontière autrichienne. Les femmes et les filles roms qui grandissent dans des orphelinats hongrois sont très vulnérables au trafic sexuel interne.
Selon les responsables gouvernementaux et les ONG, la majorité des trafiquants sont des individus ou de petits groupes familiaux. Le rapport du département d'État des États-Unis sur les droits de l'homme en Hongrie indique que, bien que la Hongrie ne se conforme pas pleinement aux normes minimales d'élimination de la traite, elle déploie des efforts importants pour y parvenir.
Le Bureau de surveillance et de lutte contre la traite des personnes du département d'État des États-Unis classe la Hongrie parmi les pays de la « liste de surveillance de niveau 2 ».